# Constantin Diogène (fils de Romain IV Diogène)
Pour les articles homonymes, voir Constantin Diogène (homonymie).
Constantin Diogène (en grec Κωνσταντίνος Διογένης), mort en 1073, est le fils aîné de l'empereur byzantin Romain IV Diogène (r. 1068-1071).

## Biographie
Constantin est le fils de Romain IV Diogène et de sa première épouse (dont le nom n'est pas connu), une fille d'Alusien de Bulgarie,, par conséquent exclu de la ligne de succession établie par le remariage de son père avec l'impératrice douairière Eudocie Makrembolitissa en 1068. Son prénom lui vient de son grand-père, le général Constantin Diogène (mort en 1032).
Il épouse Théodora Comnène, une sœur d'Alexis Ier Comnène (empereur de 1081 à 1118), pendant le règne de son père. Leur fille, Anne, épouse peu après Uroš Ier Vukanović, grand-prince de Rascie.
Constantin meurt lors d'une bataille en 1073. Un aventurier se fait passer pour lui dans les années 1090 et envahit l'empire avec l'aide de Coumans en 1095,.